# Suisse aux Jeux olympiques d'hiver de 1932
La Suisse participe aux Jeux olympiques d'hiver de 1932 à Lake Placid, aux États-Unis. Elle y remporte une médaille d'argent, se classant à la 8e place au tableau des médailles. La délégation suisse compte 7 sportifs.

## Médaille
| Médaille                           | Nom                        | Sport     | Compétition       |
| ---------------------------------- | -------------------------- | --------- | ----------------- |
| Médaille d'argent, Jeux olympiques | Reto Capadrutt Oscar Geier | Bobsleigh | Bob à deux hommes |